# ルイーズ・エリザベート・ド・ムーロン

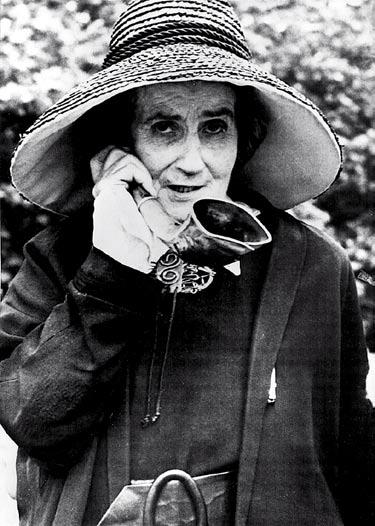
ラッパ型「補聴器」を耳に当てる帽子姿のマダム・ド・ムーロン

ルイーズ・エリザベート・ド・ムーロン（Louise Elisabeth de Meuron、1882年8月22日 - 1980年5月22日）は、スイス・ベルン出身の貴族。マダム・ド・ムーロン（Madame de Meuron）と呼ばれ、風変わりな人物として知られていた。

## 伝記
ルイーズ・エリザベートは、母アンナ (Anna、旧姓ド・ヴァッテフィル (de Watteville)）と父ルートヴィヒ・フォン・チャルナー (Ludwig von Tscharner)の娘として、ベルン市内のミュンスタープラッツ(Münsterplatz)にあった一族のレジデンスで生まれた。父は法学博士で、陸軍工兵大佐でもあった。
ルイーズ・エリザベートにはチューリッヒ出身の恋人がいたが、「ベルンの財産がチューリッヒの家系に奪われる」のを嫌った父が結婚を許さず、1905年に遠い親戚の男性であるフレデリック=アルフォンス・ド・ムーロン (Frédéric-Alphonse de Meuron)と結婚することになった。2人は1923年に離婚したが、彼女はその後もド・ムーロンの姓を名乗った。父のルートヴィヒが1927年に死去し、ルイーズ・エリザベートは一族が所有するアムゾルディンゲン城やリュムリゲン城をはじめ、ベルン旧市街にある複数の住宅やエメンタールの牧草地を含む多数の不動産を相続した。彼女は長年にわたってリュムリゲン城を主な住まいとした。
1939年に息子の自殺という悲劇に見舞われたマダム・ド・ムーロンは、その後死ぬまで喪服を着た。彼女は哲学に没頭し、無数の手紙を書いた。また、馬術の障害飛越競技大会を定期的に主催し、傲慢な態度をとって話題を振りまいた。エリザベート・ド・ムーロンの生き方は、数々の逸話を生んだ。未亡人の服装を着て杖を持ち、帽子をかぶって「自分が聞きたいことだけを聞くため」にラッパ型の「補聴器」を使う姿が特徴的であったが、これ以外にも風変わりな言行で、極めて独特なベルン人として評判であった。
マダム・ド・ムーロンはリヒスベルク地区の病院にて98歳で死去し、ゲルツェンゼー墓地に葬られた。

## 逸話
- しばしばロシア産のボルゾイを連れてベルン市の中心部に現れた。使用人には自分の好きな場所で車を駐めさせ、警察官がやって来て移動を求めようものなら「それはそこに置いておくの！」[8]と一蹴した。
- 「私の方が路面電車よりも前からここにいたのよ！」[9]と言って決して路面電車の乗車券を買わなかった。
- 赤の他人に向かって「あなた何者？給料はもらっているの？」[10]と尋ねた。
- 教会で、ある農夫がフリッシング (Frisching)家専用の信者席に座ろうとしたとき、「天国へ行けばみんな平等でしょうけれども、それまではね、この地上じゃ少しばかり秩序が必要よ」[11]と言いつけて立たせたままにした。
- あるとき、女性の浮浪者（マダム・ド・ムーロンが言うには「気の狂った物乞いの女性」）[12]がリュムリゲン城の庭園で果物を盗もうとしているのを捕まえ、馬車置き場に2日間閉じ込めた。不法監禁で訴えられたマダム・ド・ムーロンは、中世にさかのぼる書類を法廷で取り出し、リュムリゲン城の所有者には法的判断を下すことが認められていると主張した。結局、彼女は少額の罰金を課され、現行の法律についての講習を受けさせられてから放免された。